# Edina Tóth
Pour les articles homonymes, voir Tóth.
Edina Tóth, née le 11 mars 1975 à Budapest, est une femme politique hongroise.
Membre du Fidesz, elle siège au Parlement européen depuis 2019.